# Baix Empordà

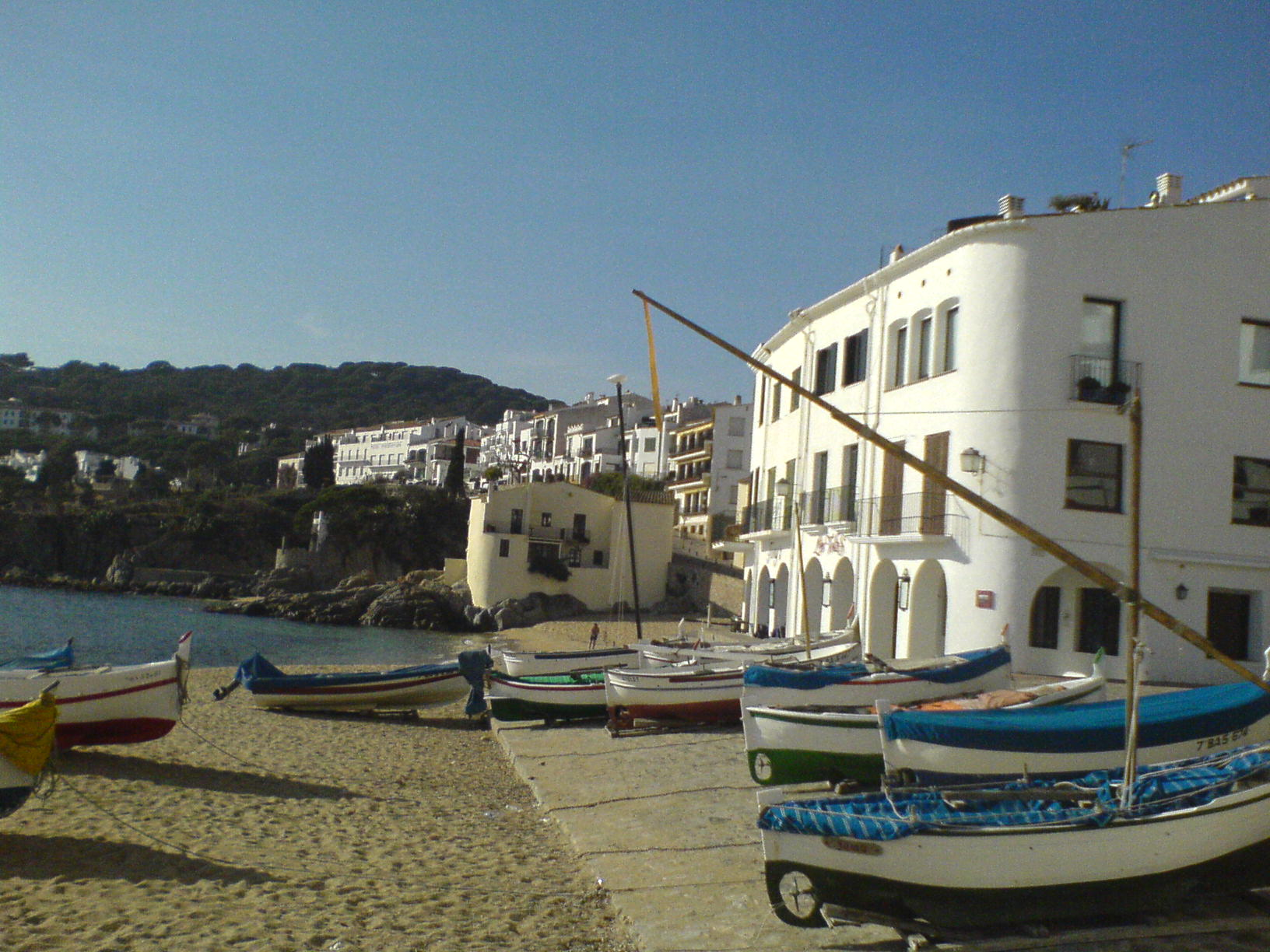
Hamnvy i grevskapet Baix Empordà.

Baix Empordà är ett grevskap, comarca, vid Medelhavskusten i östra Katalonien, i Spanien. Det är ett av två grevskap som Empordà delades upp år 1936, det andra är Alt Empordà. Huvudstaden heter La Bisbal d'Empordà, med 10 798 invånare 2013.

## Kommuner
Baix Empordà är uppdelat i 37 kommuner, municipis.

- Albons
- Begur
- Bellcaire d'Empordà
- La Bisbal d'Empordà
- Calonge
- Castell-Platja d'Aro
- Colomers
- Corçà
- Cruïlles, Monells i Sant Sadurní de l'Heura
- Flaçà
- Foixà
- Fontanilles
- Forallac
- Garrigoles
- Gualta
- Jafre
- Mont-ras
- Palafrugell
- Palamós
- Palau-sator
- Pals
- Parlavà
- La Pera
- Regencós
- Rupià
- Sant Feliu de Guíxols
- Santa Cristina d'Aro
- Serra de Daró
- Tallada d'Empordà
- Torrent
- Torroella de Montgrí
- Ullastret
- Ullà
- Ultramort
- Vall-llobrega
- Verges
- Vilopriu